# WWE Fatal 4-Way
Fatal 4-Way – gala wrestlingu wyprodukowana przez federację World Wrestling Entertainment (WWE). Odbyła się 20 czerwca 2010 w Nassau Veterans Memorial Coliseum w Uniondale w Nowym Jorku. Emisja była przeprowadzana na żywo w systemie pay-per-view. Gala zastąpiła zeszłoroczny cykl The Bash, zaś w przyszłym roku zorganizowano galę WWE Capitol Punishment. Motywem gali była organizacja czteroosobowych walk o mistrzostwa federacji.
Podczas gali odbyło się osiem walk, w tym jedna nietransmitowane w telewizji. W walce wieczoru Sheamus zdobył WWE Championship drugi raz w karierze pokonując Randy'ego Ortona, Edge'a i poprzedniego mistrza Johna Cenę. Oprócz tego Rey Mysterio pokonał CM Punka, Big Showa i World Heavyweight Championa Jacka Swaggera zdobywając od niego mistrzostwo.

## Produkcja
Fatal 4-Way oferowało walki profesjonalnego wrestlingu z udziałem różnych wrestlerów spośród istniejących oskryptowanych rywalizacji (storyline’ów). Kreowane były podczas cotygodniowych gal Raw i SmackDown. Wrestlerzy są przedstawieni jako heele (negatywni, źli zawodnicy i najczęściej wrogowie publiki) i face’owie (pozytywni, dobrzy i najczęściej ulubieńcy publiki), którzy rywalizują pomiędzy sobą w seriach walk mających budować napięcie. Kulminacją rywalizacji jest walka wrestlerska lub ich seria.

### Rywalizacje
W głównej rywalizacji brandu Raw występowali John Cena, Randy Orton, Edge i Sheamus. Po tym jak Cena obronił WWE Championship w walce z Batistą w „I Quit” matchu podczas gali Over the Limit, Sheamus zaatakował Cenę. 31 maja podczas tygodniówki Raw ogłoszono Breta Harta jako nowego generalnego menadżera. Powiedział Batiście, że jeśli chce rewanżu, powinien zakwalifikować się do pojedynku, lecz ten odmówił i opuścił WWE, więc Orton zajął jego miejsce. Edge i Sheamus wygrali swoje walki kwalifikujące do czteroosobowej walki. Od tego momentu do czasu gali pay-per-view, zawodnicy walczyli ze sobą w singlowych walkach i tag team matchach.
Walką wieczoru brandu SmackDown był fatal 4-way match o World Heavyweight Championship pomiędzy mistrzem Jackem Swaggerem, Big Showem, CM Punkiem i Reyem Mysterio. Podczas gali Over the Limit Big Show pokonał Swaggera przez dyskwalifikację i nie zdobył tytułu, jednakże zakwalifikował się do czteroosobowej walki. The Undertaker i CM Punk wygrali swoje walki z Reyem Mysterio i Kanem. Ostatecznie Kane wziął udział w osobnym scenariuszu związanym z kontuzją brata Undertakera i ten został wycofany z walki. Odbył się Battle Royal wyłaniający zastępcę Undertakera, którym stał się Rey Mysterio.
12 kwietnia podczas odcinka tygodniówki Raw Eve Torres pokonała Maryse o WWE Divas Championship. Pokonała ją również podczas gali Over the Limit. 17 maja na Raw Gail Kim wraz z Evanem Bournem pokonała Alicię Fox i Zacka Rydera. 14 czerwca Divas Champion Eve Torres i Gail Kim wspólnie pokonały Maryse i Fox, po czym ogłoszono, że czwórka zawalczy ze sobą podczas gali Fatal 4-Way o mistrzostwo.

## Wyniki walk
| Nr                                                                                    | Wyniki | Stypulacje                                         | Czas  |
| ------------------------------------------------------------------------------------- | --- | -------------------------------------------------- | ----- |
| 1D                                                                                    | Zack Ryder pokonał Montela Vontavious Portera                                                               | Singles match                                      | –     |
| 2                                                                                     | Kofi Kingston (c) pokonał Drewa McIntyre'a                                                                  | Singles match o WWE Intercontinental Championship  | 16:29 |
| 3                                                                                     | Alicia Fox pokonała Eve Torres (c), Gail Kim i Maryse                                                       | Fatal 4-Way match o WWE Divas Championship         | 05:42 |
| 4                                                                                     | Evan Bourne pokonał Chrisa Jericho                                                                          | Singles match                                      | 12:04 |
| 5                                                                                     | Rey Mysterio pokonał Jacka Swaggera (c), CM Punka i Big Showa                                               | Fatal 4-Way match o World Heavyweight Championship | 10:28 |
| 6                                                                                     | The Miz (c) pokonał R-Trutha                                                                                | Singles match o WWE United States Championship     | 13:23 |
| 7                                                                                     | The Hart Dynasty (Tyson Kidd, David Hart Smith i Natalya) pokonali The Usos (Jimmy'ego i Jeya Uso) i Taminę | 6-osobowy mixed tag team match                     | 09:29 |
| 8                                                                                     | Sheamus pokonał Johna Cenę (c), Randy'ego Ortona i Edge'a                                                   | Fatal 4-Way match o WWE Championship               | 17:25 |
| (c) – mistrz/mistrzyni przed walkąD – walka była dark matchem (nietransmitowana w TV) | |                                                    |       |